# Pakuan
Pakuan is een bestuurslaag in het regentschap Kota Bogor van de provincie West-Java, Indonesië. Pakuan telt 5653 inwoners (volkstelling 2010).